# ウンベルト・ベレットーニ
ウンベルト・ベレットーニ（Umberto Berrettoni, 1890年8月28日 - 1953年）は、イタリア出身の指揮者、作曲家。
フィレンツェの生まれ。イルデブランド・ピツェッティに音楽を学ぶ。1918年にオペラ《白の妖精》を作曲。1924年からフィウメ市立劇場の指揮者を務め、以後ブエノスアイレスのコロン劇場、ミラノのスカラ座、ナポリのサンカルロ劇場などに客演を繰り返した。